# Johann Rudolf von Graffenried (Mathematiker)
Johann Rudolf von Graffenried (* 1584 in Burgdorf, Kanton Bern; † 1648 in Dalmatien) war ein Schweizer Mathematiker.

## Leben
Johann Rudolf von Graffenried entstammte einem bernischen Patriziergeschlecht und war ein Sohn des Schultheissen von Burgdorf, Niklaus von Graffenried († 1612). In Bern unterzog er sich einer juristischen Ausbildung, heiratete 1606 Maria von Büren und wurde 1612 Notar. In zweiter Ehe vermählte er sich 1617 mit Anna Däntz. Seit 1619 arbeitete er als Landschreiber in Interlaken und wurde 1624 Mitglied des Rats der Zweihundert in Bern und daraufhin 1634 Landvogt in Unterseen. Seine Schulden zwangen ihn 1636 zur Aufgabe seines Amts und er verrichtete nunmehr militärische Dienste für die Republik Venedig. 1638 trennte er sich von seiner zweiten Gemahlin. Zuletzt lag er in Garnison in einem Kastell Dalmatiens, wo er 1648 im Alter von 64 Jahren starb.
Während Graffenried noch in der Schweiz lebte, verfasste er Arithmeticae logisticae popularis libri IV: in welchen der Algorithmus in ganzen Zahlen und Frakturen samt der Proportion, neben der welschen Praktik alle andere dienstliche Regeln bis zu der Coss begriffen seiend … (Bern 1619). Als Autodidakt hatte er die zu seiner Zeit vorhandenen mathematischen Fachschriften studiert und in diesem Werk verarbeitet. Ausserdem veröffentlichte er unter dem Titel Compendium Sciotericorum (zuerst 1617; 2. vermehrte Auflage, Bern 1629) einen Traktat über Sonnenuhren.

## Veröffentlichungen
- Compendium Sciotericorum, daß ist: ein kurtze beschreibung der Sonnen-Uhren, wie die mit unverzucktem Circkel, mit sampt den zwölf Himmelischen zeichen und zu Nacht dienenden Mond-Uhrlein sollen auffgerissen werden Bern, 1617 (2. vermehrte Auflage 1629), (Digitalisat) des MDZ